# Église de la Révélation de Saltsjöbaden
L'église de la Révélation (suédois : Uppenbarelsekyrkan) est un lieu de culte luthérien, église paroissiale de la localité de Saltsjöbaden, station balnéaire créée de toutes pièces à la fin du XIXe siècle dans la grande banlieue sud-est de Stockholm et appartenant à la commune de Nacka.

## Historique et architecture
L'édifice a été réalisé dans les années 1910 à 1913 sur les plans de l'architecte Ferdinand Boberg. Sa construction a été financée par le banquier banquier Knut Agathon Wallenberg, qui les années précédentes avait donné naissance à Saltsjöbaden. Elle a été consacrée le 18 mai 1913, jour du 60e anniversaire de son donateur.
Par la même occasion a été inaugurée la nouvelle paroisse de Saltsjöbaden, détachée de celle de Nacka.

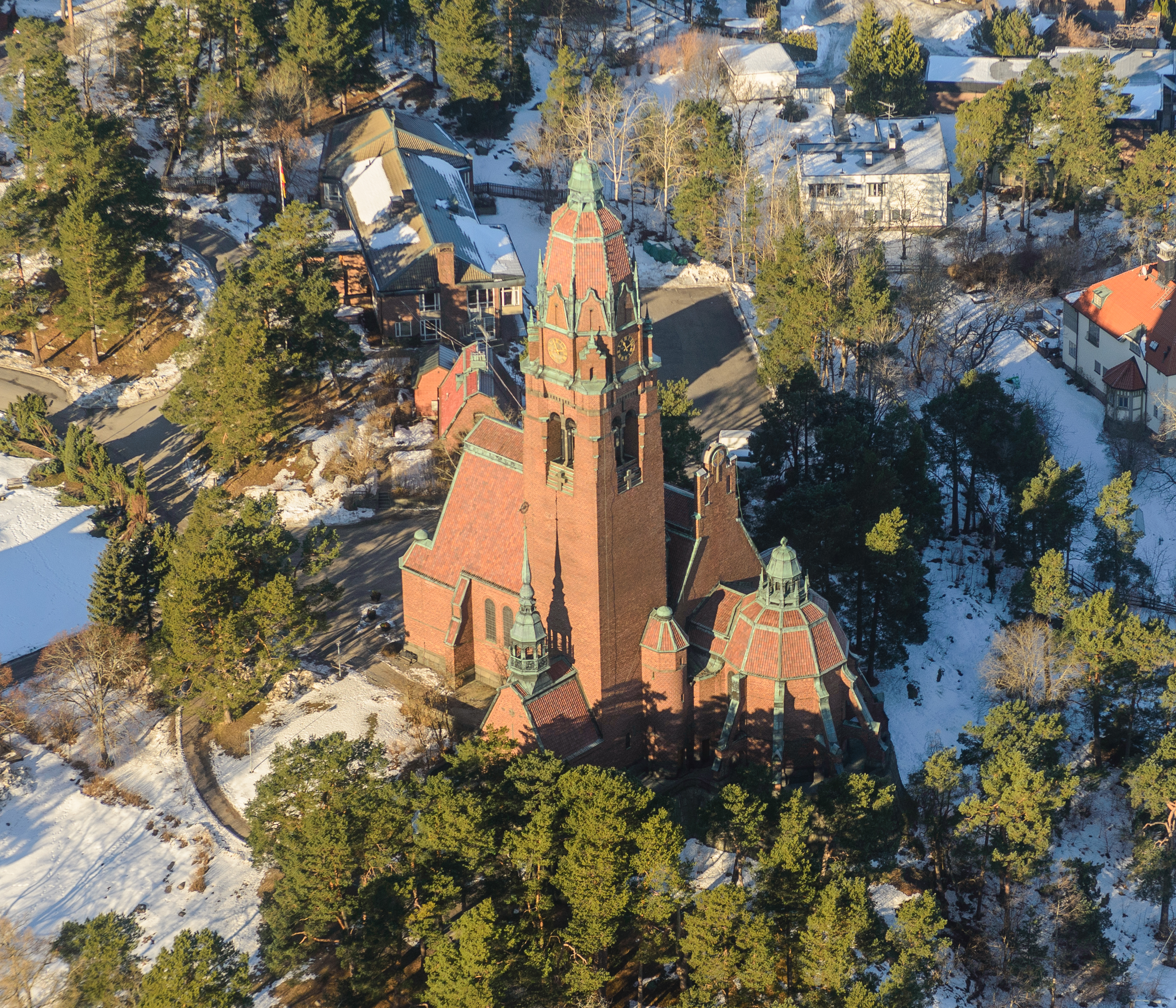
Vue aérienne de l'église (février 2013).

Le style architectural de ce sanctuaire associe inspiration national-romantique avec un vocabulaire formel Art nouveau. En cela, elle est très similaire à l'église d'Engelbrekt de Stockholm, certes beaucoup plus grande, mise en chantier un peu avant et achevée peu après. Comme celle-ci, elle présente un plan asymétrique avec sa tour élevée latéralement, elle est bâtie en brique fumée de Helsingborg soulignée de corniches et d'arêtes en cuivre vert, et repose sur des soubassements de granit brut.

## La décoration
Plusieurs artistes suédois parmi les plus en vue ont été choisis pour prendre part à la décoration de l'édifice, exécutée sur les indications du pasteur Nathan Söderblom (qui allait peu après, en 1914, devenir archevêque primat de Suède). Les fresques figuratives sont signées de Olle Hjortzberg. Le sculpteur Carl Milles a réalisé les bas-relief ornant les portes d'entrée en bronze, ainsi que les deux chapiteaux de granit, ornés chacun d'un visage d'ange, qui supportent le linteau du porche, et quatre reliefs en albâtre pour l'autel. Ce dernier, en marbre de Carrare, a été réalisé par Ferdinand Boberg lui-même.
Milles a également sculpté les fonts baptismaux, qui se présentent comme un bloc massif de granit sombre décoré de motifs inspirés du style roman archaïque de Gotland ou de Suède du sud. Ces fonts occupent une place très inhabituelle, sous la croisée du transept, au pied des marches menant à l'autel, ce qui en fait le véritable cœur de l'édifice.